# Deisenhausen
Deisenhausen è un comune tedesco di 1 564 abitanti, situato nel land della Baviera.